# Rue Eva Kotchever
Rue Eva Kotchever é uma rua no 18.º arrondissement de Paris, França.

## História
Denominada em memória da judia polonesa Eva Kotchever, morta em Auschwitz em 1943.

## Acesso
A Estação Porte de la Chapelle da linha 12 do Metrô de Paris fica próximo a ela.

## Locais de interesse
- Montmartre
- Rue Pierre Mauroy, em memória de Pierre Mauroy, Primeiro-Ministro da França no governo de François Mitterrand.